# Football Manager
Football Manager — серия компьютерных игр, симуляторов футбольного менеджмента. Первая игра серии была выпущена в 1992 году компанией Sports Interactive под названием Championship Manager, в последующем было выпущено ещё несколько частей. В 2004 году серия была возрождена разработчиками из Sports Interactive под названием «Football Manager». Эта игра стала первой, реализующей управление футбольной командой. Последний на данный момент выпуск игры — Football Manager 2024.

## Игры серии

### Football Manager 2005
12 февраля 2004 года, было объявлено, что Sports Interactive, разработчик игры Championship Manager, сохранил права на исходный код, но права на марку Championship Manager остаются у Eidos (которые ранее приобрели права бренда от Domark после их слияния в 1995 году). Эти события привели к дальнейшему объявлению о том, что будущие спортивные игры для интерактивного футбольного футбола будут выпущены под знаменитым брендом Football Manager.
Оставшись без издателя для своей серии по управлению футболом, Sports Interactive объединилась с Sega, а позже, в апреле 2006 года, Sports Interactive была полностью приобретена издателем.
Первая игра, выпущенная под брендом Football Manager, была Football Manager 2005. Обычно известная как «FM 2005», она напрямую конкурировала с Championship Manager 5 от Eidos-финансируемых Beautiful Game Studios.
Football Manager 2005 включал обновленный пользовательский интерфейс, усовершенствованный игровой движок, обновленную базу данных и правила соревнований, анализ матча о до и после игры, новости о международных футболистах, сводные новости о кубках, отчеты тренеров по отрядам, взаимное расторжение контракта, расширенные опции контрактов игроков, и различные другие функции.
Football Manager 2005 был выпущен в Великобритании 4 ноября 2004 года, за ним последовали релизы во многих других странах мира, и игра стала 5-й самой продаваемой компьютерной игрой всех времен (по данным Eurogamer).

### Football Manager 2006
Football Manager 2006 для Windows и OS X был выпущен в Великобритании 21 октября 2005 года (на две недели раньше, чем первоначально заявленный релиз от 4 ноября). В тот же день, когда вышел релиз игры, Sports Interactive также выпустила патч для исправления некоторых ошибок, обнаруженных на этапах бета-тестирования и разработки. В первую неделю своего существования он стал второй по скорости продаж компьютерной игрой за все время в Великобритании.
В Football Manager 2006, по сравнению с предыдущей версией, внесены несколько значительных дополнений в игровую составляющую: появились менеджерские контракты, реализована продвинутая система взаимоотношений с советом директоров клуба, введена возможность общения с игроками в перерыве между таймами и по окончании матча.

### Football Manager 2006 — Xbox 360
Версия Xbox 360 была выпущена 13 апреля 2006 года и является первой консольной игрой в серии Football Manager. Включены полные 50 игровых систем лиги, а также база данных игроков на 250 000 игроков (очень близка к версии для PC). Игра также свободна от региона.
Эта версия также использует функциональность Xbox Live, позволяющую игрокам создавать онлайн-лиги и кубки с участием до 16 команд, контролируемых человеком, используя данные команды, которые они экспортировали из своей оффлайн-игры. Голосовой чат полностью поддерживается во время онлайн-игры. Также было подтверждено, Sports Interactive что выпустит новый контент через систему Marketplace.

### Football Manager 2007
1 октября 2006 года Sports Interactive выпустила демоверсию FM 2007, доступную в двух сборках — «ванильной» и «клубничной». Обе версии позволяют пользователям сыграть 6 месяцев первого сезона. «Клубничная» версия содержит большее количество подготовленных файлов для быстрого начала игры и поддерживает больше языков, и более высокие настройки графики.
18 октября 2006 года Football Manager появился на прилавках магазинов.
Новые возможности версии 2007 включают более проработанные отношения между менеджером, прессой и игроками клуба, улучшенную систему работу скаутской службы и возможность взаимодействия между клубами в рамках фарм-клуб — основной клуб.

### Football Manager 2008
3 октября 2007 года Sega Europe Ltd и Sports Interactive объявили о выпуске Football Manager 2008 19 октября. Тем не менее, дата релиза была перенесена на 18 октября 2007 года, так как некоторые розничные торговцы отправляли игру раньше. В игре появился ряд новых функций: система подсказок, видоизмененная система капитанства, коллективные бонусы за победу, система FaceGen для сгенерированных игроков и многое другое.

### Football Manager 2009
Появилась на прилавках европейских стран 14 ноября 2008 года.
Через 4 года после появления «нового» Football Manager 2005 и нескольких безуспешных попыток создатели добились своего: Football Manager обрел 3D-режим просмотра матча. В разработке движка были задействованы силы и технологии команды Virtua Striker из Sega.
Игра не издается на Xbox 360: создатели были неудовлетворены реализацией управления на этой платформе и сконцентрировались на остальных.
Как PC-версия получила 3D, так на PSP впервые реализован 2D-режим.
Опция «женщина-менеджер»: при создании аккаунта игрока можно будет выбрать пол.

### Football Manager 2010
12 сентября SEGA и Sports Interactive объявили дату релиза Football Manager 2010 — 30 октября 2009 г..

### Football Manager 2011
Игра выпущена Sega 2 ноября 2010.
11 августа 2010 разработчик Sports Interactive показал видеоролик игры, на котором были анонсированы новые возможности включённые в Football Manager 2011 такие как расширение способностей агентов. Другие новинки были описаны в блоге Mirror Football Майлзом Джейкобсоном.

### Football Manager 2012
Игра поступила в продажу 21 октября 2011 года. В России издаётся компанией 1С-СофтКлаб. Это первая игра из серии Football Manager, которая распространяется через сервис цифровой дистрибуции Steam. Главным новшеством Football Manager 2012 стала возможность динамического включения/отключения лиг в ходе карьеры без начала нового сейва (новой игры).

### Football Manager 2013
Дата выхода Football Manager 2013: 2 ноября 2012 г. Издатель: Sega. Российский издатель: 1C-СофтКлаб. Разработчик: Sports Interactive
Нововведения:
- Впервые в истории серии Football Manager предлагает два режима прохождения карьеры: классический и альтернативный. В альтернативном режиме проведение полного сезона занимает всего 8-10 часов.
- В Football Manager 2013 игроки смогут отточить свои навыки в отдельном режиме испытаний, где за ограниченный временной отрезок придется выложиться на все 100 %.
- Визуально улучшены трехмерные футбольные матчи, а обновленный искусственный интеллект делает поведение футболистов более близким к реальности.
- Футбольная команда, устраивающая на поле настоящие спортивные чудеса, — лишь верхушка айсберга. Без тренеров, менеджеров, врачей, аналитиков достичь победы невозможно. В Football Manager 2013 внутренняя структура футбольного клуба полностью пересмотрена, а должностные обязанности отдельных сотрудников — изменены.
- Адаптация с сервисом Steam привело к двум ключевым изменениям в Football Manager 2013. Во-первых, полностью переработанная сетевая функциональность позволяет без проблем играть с единомышленниками со всего мира. Во-вторых, в Football Manager 2013 появились таблицы мировых рейтингов, по которым каждый желающий сможет оценить свои успехи в сравнении с другими игроками.
- Почти все игровые режимы Football Manager 2013 подверглись переработке: обновленный интерфейс, новый дизайн, улучшенная система навигации, оптимизированная поисковая система.
- Всего в Football Manager 2013 свыше 900 разнообразных нововведений и улучшений.

### Football Manager 2014
Релиз состоялся 31 октября 2013 года. Бета-версия вышла примерно за 2 недели до выхода игры. Доступ к бета-версии получат оформившие предзаказ.

### Football Manager 2015
Дата выхода Football Manager 2015: 7 ноября 2014 г. Издатель: Sega. Издатель в СНГ: 1С-СофтКлаб. Разработчик: Sports Interactive. Актуальная версия: 15.3.2
Нововведения:
- Полностью переделанный пользовательский интерфейс
- Более глубокая настройка стиля менеджера в начале игры
- Самый большой прорыв в 3D матче со времён FM 09 с помощью Motion Capture и улучшенном 3D-движком
- Совершенно новые роли игроков, можно тоньше задать стиль своей игры игроку.
- Новые PPM (предпочитаемые действия игроков)
- Более эффективный и реалистичный скаутинг
- Более быстрый и умный поиск
- Разнообразные разговоры с игроком
- Обновлены правила и требования к финансам. Поскольку финансовый фейр-плей сейчас стал важной темой для обсуждения, мы должны быть уверены, что база данных игры полностью соответствует новым правилам и расчетам. В высших дивизионах были добавлены ограничения зарплат, чтобы не дать Вам возможности тратить слишком много в соответствии с принципами прибыльности и устойчивости, являющимися частью ФФП. Вы также будете уведомлены о требованиях ФФП на первой встрече с руководством, и Вам станет намного понятнее, что конкретно требуется с точки зрения финансов, когда Вы начнете свою карьеру.
- Улучшения в истории и профиле менеджера
- Более доскональные и разнообразные собеседования о работе по сравнению с 14 версией игры
- Менталитет и новые тренерские стили в тренировках
- Возможность игрокам отрастить усы для благотворительной акции Movember. Вы наверняка заметили, что многие рекламные плакаты в ФМ отданы различным благотворительным организациям. В этом году разработчики пошли дальше и представили нового партнёра: Movember. Вместо того чтобы просто добавить очередной плакат, вы заметите, что каждый сезон некоторые игроки присоединятся к акции Movember и будут отращивать усы на протяжении всего ноября. Добавлены не только разные виды усов, но и разные этапы роста.
- Интеграция Twitch.tv[3]

### Football Manager 2016
Релиз игры состоялся 13 ноября 2015 года на платформы Windows, Mac OS X, и Linux.

### Football Manager 2017
Игра разработана компанией Sports Interactive, выпущена Sega 4 ноября 2016 года на платформы Windows, Mac OS X и Linux.

### Football Manager 2018
Игра разработана компанией Sports Interactive, выпущена Sega 10 ноября 2017 года на платформы Windows, macOS и Linux. Впервые в истории серии вышла на iOS и Android.

### Football Manager 2019
Игра разработана компанией Sports Interactive, выпущена Sega 1 ноября 2018 года на платформы Windows, macOS и Linux

### Football Manager 2020
Игра разработана компанией Sports Interactive, выпущена Sega 31 октября 2019 года для Windows, macOS, Linux, а также для облачного игрового сервиса Stadia.

### Football Manager 2024
Игра разработана компанией Sports Interactive, выпущена Sega 6 ноября 2023 года  для Windows, macOS, iOS, Android, Xbox One, Xbox Series X/S, PlayStation 5, iPad, Apple Arcade, Nintendo Switch. Также была выпущена Мобильная версия игры, Football Manager 2024 Mobile, как эксклюзив для Netflix Games.

## Другие игры

### Football Manager Mobile
Football Manager Mobile, известный как Football Manager Handheld «FMH», был впервые выпущен 13 апреля 2006 года на PSP. Это была первая игра Sports Interactive для портативной консоли. Игра была спроектирована таким образом, чтобы быть более похожей на предыдущие продукты Sports Interactive, сохраняя ощущение реалистичности моделирования.
В апреле 2010 года игра стала доступна для загрузки на iOS. Версия iOS отличалась от PSP-версии, и имело совершенно новый интерфейс из-за сенсорного экрана этих устройств. В апреле 2012 года игра была также доступна на устройствах Android.
В 2015 году для устройств iOS и Android появился новый 2D-движок симуляции матча, а также появилась возможность приобрести «внутриигровой редактор» игры.
В 2016 году название игры изменилось на «Football Manager Mobile».

### Football Manager Live
20 апреля 2007 года Sega Europe Ltd и Sports Interactive обнародовали детали о Football Manager Live, которая стала новой многопользовательской онлайн-игрой. Была выпущена в ноябре 2008 года для платформ Microsoft Windows и OS X.
Игра была доступна по подписке. Подписку можно было купить онлайн, используя дебетовые / кредитные карты или PayPal, чтобы играть на регулярной основе или через копии, которые были выпущены в Соединенном Королевстве 23 января 2009 года. Серверы для игры были закрыты в мае 2011 года.

### Football Manager Online
12 марта 2015 года Sega Publishing Korea Ltd. и Sports Interactive опубликовали детали об игре Football Manager Online, которая станет новой многопользовательской онлайн-игрой.

## Влияние
Football Manager был признан реальными футбольными клубами в качестве источника для скаутинга. В 2008 году «Эвертон» подписал контракт со Sports Interactive, который разрешил им использовать базу данных игры для поиска футболистов для трансферов.